# Бакман, Аркадий Давидович
Аркадий Давидович Бакман (при рождении Аврум Дувидович Бакман; 16 ноября 1905, Одесса, Херсонская губерния — 23 мая 1969, Одесса) — советский боксёр и тренер по боксу. Мастер спорта СССР по боксу. Заслуженный тренер УССР по боксу.

## Биография
Родился в Одессе 16 ноября (по старому стилю) 1905 года в семье елисаветградского мещанина Дувида Липовича Бакмана и Рейзи Бакман. У него был старший брат Моисей (1902).

### Спортсмен
Боксом начал заниматься с 22-летнего возраста.
В 1933 году завоевал звание чемпиона Украины и занял 3-е место на чемпионате СССР.
В 1934 году его назначили старшим тренером «Одесской городской школы бокса». Он становится ведущим боксёром Одессы, выступает на многих соревнованиях и одновременно работает тренером. В 1939 году на первенстве СССР по второй группе городов занимает 1-е место в весе 51 кг, ему первому из одесских боксёров присваивается звание «Мастер спорта СССР по боксу».
В 1941—1945 гг. — участник Великой Отечественной войны. После войны возвращается в родную Одессу и продолжает заниматься любимым делом. Работает тренером в спортобществах «Пищевик» и «Авангард». В 1946 году становится бронзовым призёром ВЦСПС (малое первенство СССР) в полулёгком весе (57 кг).
В 1947 году Бакман проводит свой последний, 175-й поединок и в красивом, техничном, темповом бою обыгрывает чемпиона Нью-Йорка Боба Цымбу.

### Тренер
Аркадий Давидович воспитал целую плеяду боксёров. Наиболее известные из них — Александр Юшин, Владимир Бондаренко, Роман Песин, Иосиф Кац, Борис Присяжнюк, Владимир Зубенко, Александр Каретный, Александр Байрачный, Николай Брага.

### Смерть
Умер 23 мая 1969 года. Похоронен на 2-м Христианском кладбище Одессы. Рядом с его памятником в 2001 году была установлена стела в честь прославленных тренеров и боксёров Одессы.

## Семья
- Жена — Ида Борисовна Райва.
  - Сын Дэви Аркадьев[укр.] (род. 1934) — украинский советский писатель и спортивный журналист
- Внуки:
  - Юрий (род. 1966)
  - Вадим (род. 1972)
- Дочь Светлана (1947—2016).